# Yannick Eijssen

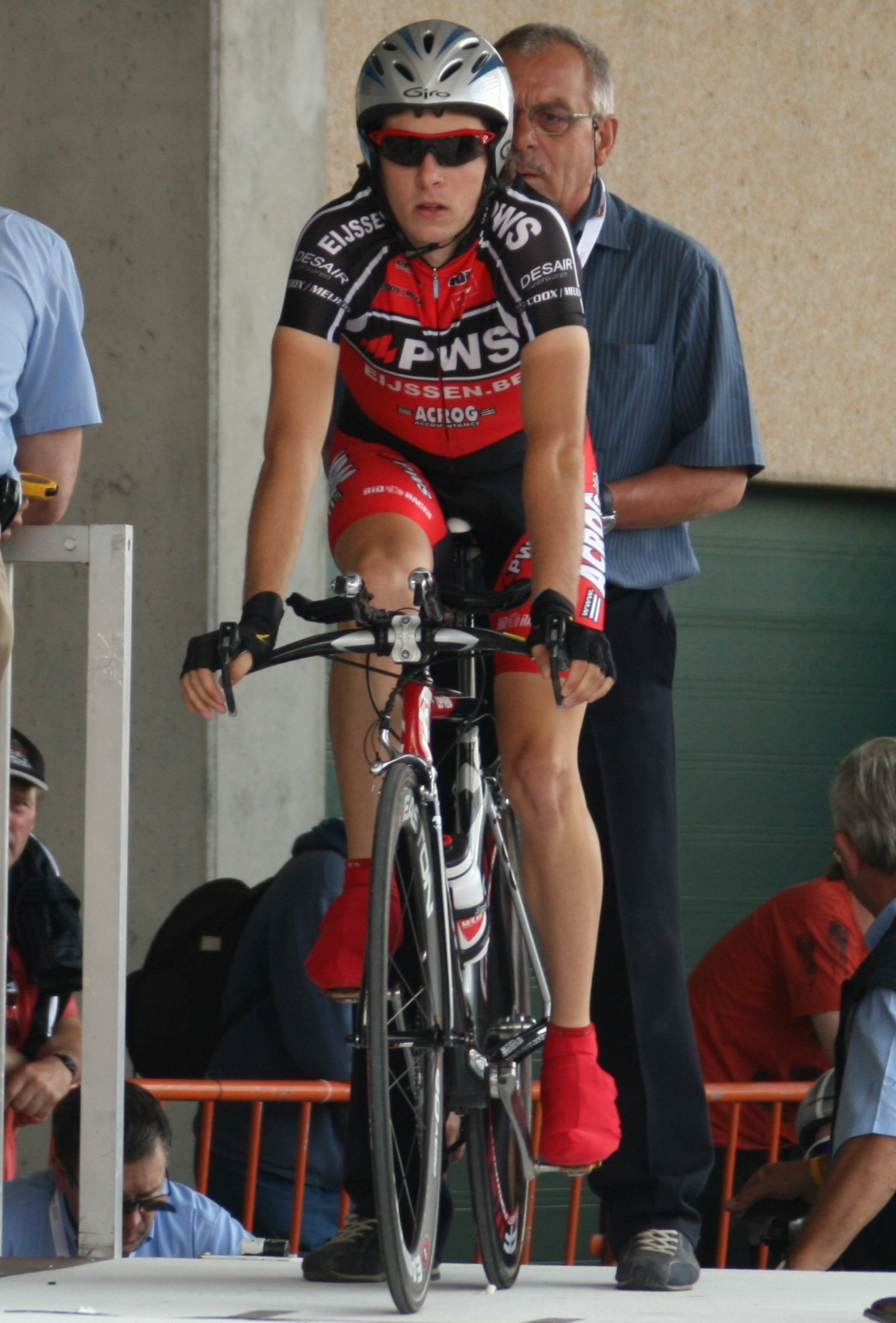
Yannick Eijssen bei der belgischen Zeitfahrmeisterschaft 2008 in Mouscron

Yannick Eijssen (* 26. Juni 1989 in Löwen) ist ein ehemaliger belgischer Radrennfahrer.
Yannick Eijssen gewann 2007 in der Juniorenklasse die Trofee van Vlaanderen Reningelst und eine Etappe der Tour du Valromey. Außerdem gewann er jeweils eine Etappe von Liège-La Gleize und bei Kroz Istru und konnte so auch die Gesamtwertungen für sich entscheiden. In der Gesamtwertung des Rad-Weltcups belegte er Platz zwei hinter Michał Kwiatkowski. Ende der Saison 2009 fuhr Eijssen bei dem belgischen ProTeam Silence-Lotto als Stagiaire.
Nachdem er 2010 die Beverbeek Classic, eine Etappe der Tour de l’Avenir und die Gesamtwertung nebst einer Etappe der Ronde de l’Isard gewann, erhielt er 2011 einen Vertrag beim BMC Racing Team. Mit diesem Team siegte Eijssen im Mannschaftszeitfahren beim Giro del Trentino 2012, bei der Katar-Rundfahrt 2013 und 2014 wieder beim Giro del Trentino. Jedoch erhielt zum Saisonende 2014 keinen Vertrag mehr und 2015 wechselte zur Wanty-Groupe Gobert.
Im Mai 2016 beendete Eijssen seine Karriere beim Crelan-Vastgoedservice Continental Team.

## Erfolge
2010
- Beverbeek Classic
- Gesamtwertung und eine Etappe Ronde de l’Isard
- eine Etappe Tour de l’Avenir

2012
- Mannschaftszeitfahren Giro del Trentino

2013
- Mannschaftszeitfahren Tour of Qatar

2014
- Mannschaftszeitfahren Giro del Trentino

## Teams
- 2009 Silence-Lotto (Stagiaire)
- 2011–2014 BMC Racing Team
- 2015 Wanty-Groupe Gobert
- 2016 Crelan-Vastgoedservice Continental Team